# Apatelodes lepida
Apatelodes lepida is een vlinder uit de familie van de Apatelodidae. De wetenschappelijke naam van de soort is, als Olceclostera lepida, voor het eerst geldig gepubliceerd in 1905 door William Schaus.